# Парламентарни избори у Краљевини Србији 1889.
Избори од 14. септембра 1889. извршени су по привременом изборном реду. Од 117 народних посланика, колико је према одредби Устава имало да се изабере, Народна радикална странка добила је око 100 мандата, док је остатак припао Либералној странци; Напредна странка није добила ниједан мандат.